# Epidonta eroki
Epidonta eroki är en fjärilsart som beskrevs av Bethune-Baker 1911. Epidonta eroki ingår i släktet Epidonta och familjen tandspinnare. Inga underarter finns listade i Catalogue of Life.